# برایانا هیلدبرند
برایانا هیلدبرند (به انگلیسی: Brianna Hildebrand) (زاده ۱۴ اوت ۱۹۹۶) بازیگر آمریکایی است. وی به دلیل وضعیت ظاهری‌اش هنگام ایفای نقش نگاسونیک تین‌ایج ورهد در فیلم ددپول، ددپول ۲ و ددپول و ولورین شناخته شده است.
او همچنین در فیلم بازی با آتش، ترینکتس (trinkets) و دختران تراژدی(tragedy girls) بازی کرده است. او در فیلم اوزیریس هم بازی کرده است.
برایانا در فصل ششم، سریال لوسیفر نیز به ایفای نفش پرداخته است با نام ری ری.

## زندگی شخصی
هیلدبراند در کالج استیشن، تگزاس زاده شد. هیلدبراند در مورد تمایلات جنسی خود گفته است: "خیلی زود یادگرفتم که هم پسرها و هم دخترها را دوست دارم. خوش شانس هستم که اکنون بگویم که برای من که در لس آنجلس زندگی می‌کنم ترسناک نیست که همجنسگرا باشم. حتی زمانی که در تگزاس بودم، من نمی‌ترسیدم. من به نوعی در دبیرستان خارج بودم. فقط نمی‌توانستم تصمیم بگیرم چه برچسبی داشته باشم. خوشحالم که در مورد آن عمومی هستم و فکر می‌کنم باید باشم